# Belo (Delnice)
Belo je pogranično naselje u Hrvatskoj u sastavu Grada Delnica. Nalazi se u Primorsko-goranskoj županiji.

## Zemljopis
Nalazi se južno od rijeke Kupe. Preko rijeke je Slovenija. 
Istočno se nalaze naselja Čedanj i Kupa, zapadno Golik, Zamost Brodski i Brod na Kupi. Jugoistočno je Belski Ravan, a jugozapadno je Raskrižje.
Zapadno u Sloveniji nalaze se naselja Vas i Potok, sjeverozapadno su Fara, Hrib pri Fari, Jakšiči i Tišenpolj, a sjeverno Krkovo nad Faro, Padovo pri Fari i Slavski Laz.

## Stanovništvo
Od davnina Belo je po broju stanovnika ubrajano među najveća sela istočno od Broda na Kupi. Broj stanovnika počeo je opadati tek tijekom 1930-ih.
| broj stanovnika | 82    | 86    | 81    | 74    | 67    | 77    | 76    | 66    | 43    | 33    | 30    | 24    | 14    | 23    | 13    | 9     | 6     |
|                 | 1857. | 1869. | 1880. | 1890. | 1900. | 1910. | 1921. | 1931. | 1948. | 1953. | 1961. | 1971. | 1981. | 1991. | 2001. | 2011. | 2021. |

## Znamenitosti
Na adresi Belo 12 nalazi se raspelo Bógac, sa starijim korpusom i novim drvenim križem s limenim krovićem. Visina križa je 280 cm, a oko križa je posađeno cvijeće i fušpan. Uz križ se postavljaju oglasi župe Brod na Kupi.

## Galerija
- bógac – Najljepši križ donjeg dijela doline Broda na Kupi
- Kupa pored naselja Belo – pogled nizvodno
- Kupa pored naselja Belo – pogled uzvodno